# Sommaren jag blev vacker (TV-serie)
Sommaren jag blev vacker (engelska: The Summer I Turned Pretty) är en amerikansk dramaserie/romantikserie från 2022, baserad på författaren Jenny Hans romantrilogi med samma namn. Seriens första säsong, bestående av sju avsnitt, hade premiär på Amazon Prime Video den 17 juni 2022. Den stora huvudrollen i serien spelas av Lola Tung.
Den 14 juli 2023 hade en andra säsong av serien, som totalt består av åtta avsnitt, premiär på Amazon Prime Video. I augusti samma år blev serien även klar för en tredje säsong, som kommer att bestå av tio stycken nya avsnitt.

## Handling
Seriens handling kretsar kring tonårstjejen Isabel "Belly" Conklin, som under en årlig familjesemester hamnar i en enda stor kärlekstriangel mellan de bägge bröderna Jeremiah och Conrad Fisher.

## Rollista (i urval)
- Lola Tung – Isabel "Belly" Conklin
- Jackie Chung – Laurel Park
- Rachel Blanchard – Susannah Fisher
- Christopher Briney – Conrad Fisher
- Gavin Casalegno – Jeremiah Fisher
- Sean Kaufman – Steven Conklin
- Alfredo Narciso – Cleveland Castillo
- Minnie Mills – Shayla Wang (säsong 1)
- Colin Ferguson – John Conklin
- Tom Everett Scott – Adam Fisher
- David Iacono – Cam (även kallad "Cam Cameron")
- Rain Spencer – Taylor Jewel
- Elsie Fisher – Skye (Conrad och Jeremiahs ickebinära kusin; säsong 2)
- Kyra Sedgwick – Moster Julia (Susannahs äldre halvsyster, samt Conrad och Jeremiahs moster; säsong 2)